# (24750) Ohm
(24750) Ohm – planetoida z pasa głównego asteroid okrążająca Słońce w ciągu 4 lat i 284 dni w średniej odległości 2,84 j.a. Została odkryta 24 września 1992 roku w Karl Schwarzschild Observatory w Tautenburgu przez Freimuta Börngena i Lutza Schmadela. Nazwa planetoidy pochodzi od Georga Ohma, niemieckiego fizyka. Została zaproponowana przez Freimuta Börngena. Przed nadaniem nazwy planetoida nosiła oznaczenie tymczasowe (24750) 1992 SR17.